# Ivoorzwam
Ivoorzwam (Hygrophorus eburneus) is een schimmel uit de familie Hygrophoraceae. Zoals alle Hygrophorus-soorten leeft deze in een symbiotische mycorrhiza-verbinding (uitwisseling van voedingsstoffen) met bomen. In Midden-Europa komt hij voor tussen september en november.
De Franse botanici Jean Baptiste François en Pierre Bulliard beschreven deze soort reeds in 1783. Op grond van latere inzichten werd de ivoorzwam in het geslacht Hygrophorus ingedeeld. 

## Kenmerken
Hoed
De hoed is halfkogelvormig tot afgevlakt en heeft een doorsnede van 3-9 cm. De kleur van de hoed is wit, later ivoor en weer later crème.
Lamellen
De lamellen zijn breed, de kleur is wit tot crème en ze voelen wasachtig aan wanneer ze tussen de vingers worden gewreven.
Steel
De steel heeft een lengte van 4-12 cm en een breedte van 5-13 mm. Verder is de witte steel vochtig slijmerig-kleverig en voorzien van een kleiige, gelige top.
Vruchtlichaam
Het vruchtlichaam is middelgroot, zuiver wit en bedekt met een laag slijm, dat dik genoeg is om het verzamelen in vochtige toestand moeilijk te maken.
Eetbaarheid
De paddenstoel is eetbaar, maar niet lekker door zijn slijmerigheid.
Sporen
De sporen zijn wit van kleur met een glad oppervlak en hebben een afmeting van 6-7 × 5 μm.

## Verspreiding
Ivoorzwam groeit vooral bij beuken en zomereiken in lanen en bossen op zandige bodem met een dunne strooisellaag. De schimmel komt verspreid voor in Europa en Noord-Amerika en komt ook voor in Noord-Afrika. In Nederland heeft hij de status zeldzaam.

## Foto's

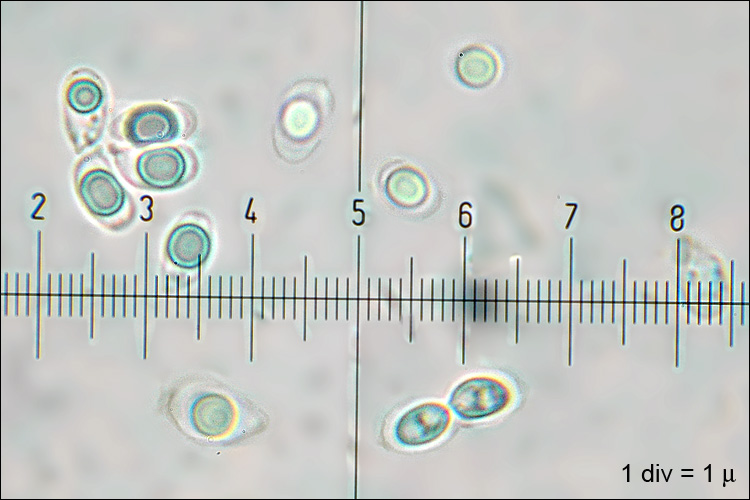
sporen
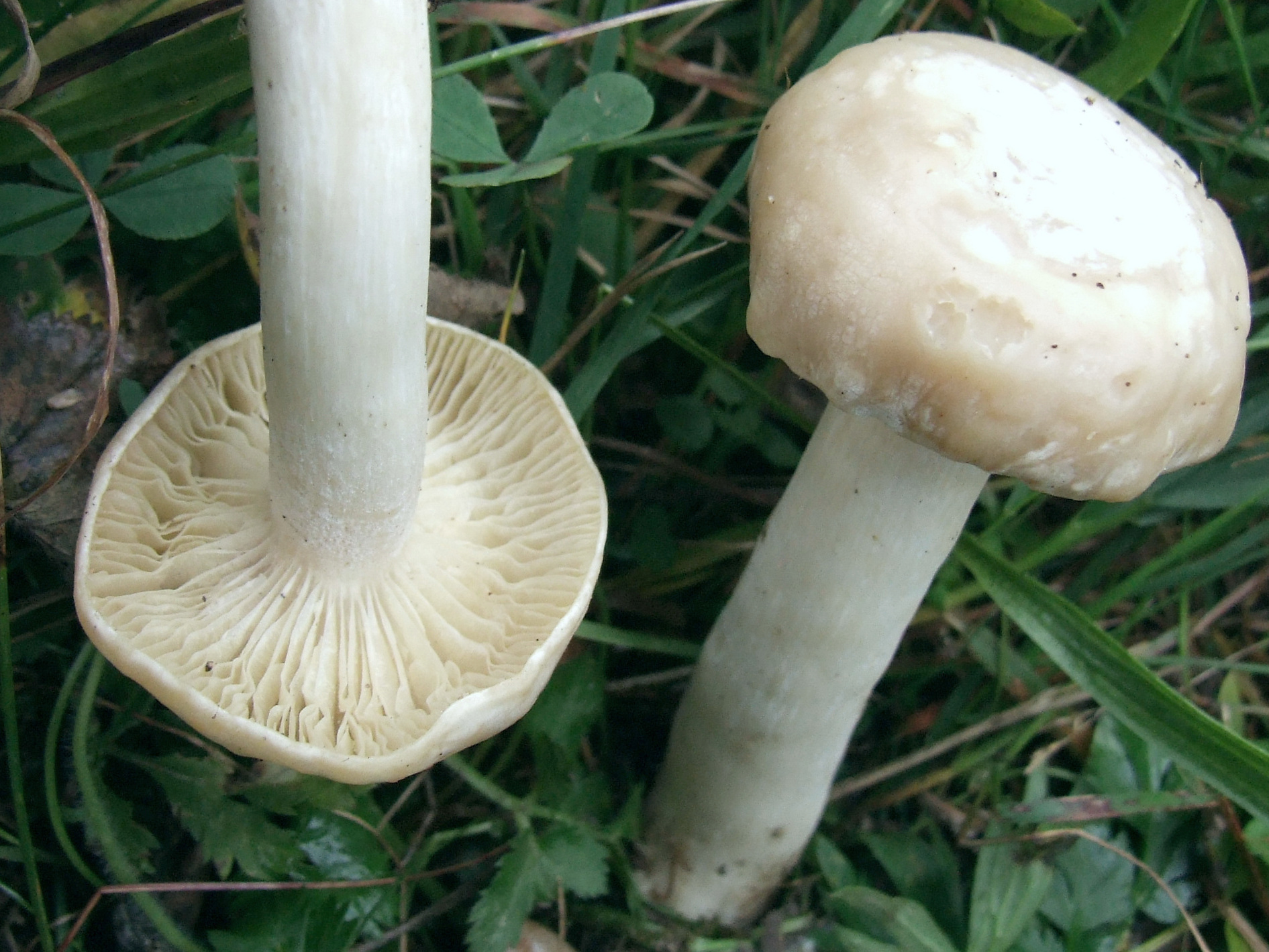
onderkant